# Emil Clemens Schröner
Emil Ferdinand Clemens Schröner (Rehestädt (Thüringen) 23 mei 1871 - Groningen, 3 april 1950) was een Nederlands musicus van Duitse komaf.

## Leven
Schröner beoefende aanvankelijk de schilderkunst en begon zijn studie tot violist aan het conservatorium in Gotha (1887-1890). Hij manifesteerde zich door een uitvoering van het Vioolconcert nr. 2 van Spohr. Hij schreef zich vervolgens in aan de Hochschule für Musik te Berlijn, waar Joseph Joachim tussen 1887 en 1890 zijn leraar was. Na beëindiging van zijn studies werd hij concertmeester van het Philharmonisches Orchester Greiz. Daarna kreeg hij een benoeming als leraar aan het Conservatorium te Dresden. Vandaar vertrok hij naar Kiev, waar hij gedurende drie jaar bleef als eerste violist van het toenmaals vorstelijk Tsjetvertynski-strijkkwartet. Uit Kiev waagde hij de stap naar Groningen.
Hij was van 1902 tot 1937 concertmeester van de Groninger Orkest Vereniging (GOV). Daarnaast was hij van 1910 tot 1945 directeur van de Groningse muziekschool, waaraan hij ook les gaf. Voorts was hij dirigent van het mannenkoor Gruno.
Na het beëindigen van zijn concertmeesterschap ging Clemens Schröner huiskamerconcerten geven met enkele leerlingen. Zij speelden voornamelijk barokmuziek. In 1938 vond het eerste concert plaats in "Huize Maas". Na 1980 noemt dat kamermuziekensemble zich het Gronings Kamerorkest Clemens Schröner (in 2022 een amateurorkest). Van zijn hand kwamen enkele composities in de vorm van liederen en solostukken voor piano en viool.

## Familie
Hij was zoon van linnenwever August Friedrich Louis Karl Clemens en Dorothea Konstantia Tüngerthal. Hijzelf trouwde in 1908 met Louise Ottilie Maria van Calker, studente Letteren en Wijsbegeerte te Groningen, dochter van hoogleraar Friedrich Julius Peter van Calker en Magdalena Ottilia Berta Eberz. Twee dochters maakten naam:
- Bertha Louise Friederike (Berthe) Clemens Schröner (1911-2009) was oprichtster van Voorkoming van Kindermishandeling
- Anna Louise (Lies) Clemens Schröner (1916-2005) werd sopraan opgeleid door Aaltje Noordewier-Reddingius en To van der Sluis; ze zong tot op hoge leeftijd. Ze gaf les aan het Groninger Conservatorium, Emmer muziekschool en was koordirigent. Ze was ook stichtster van de Händelvereniging in Groningen, haar man Jaap Broekema was (mede-)liefhebber van Georg Friedrich Händels muziek.